# Palazzo della Carovana

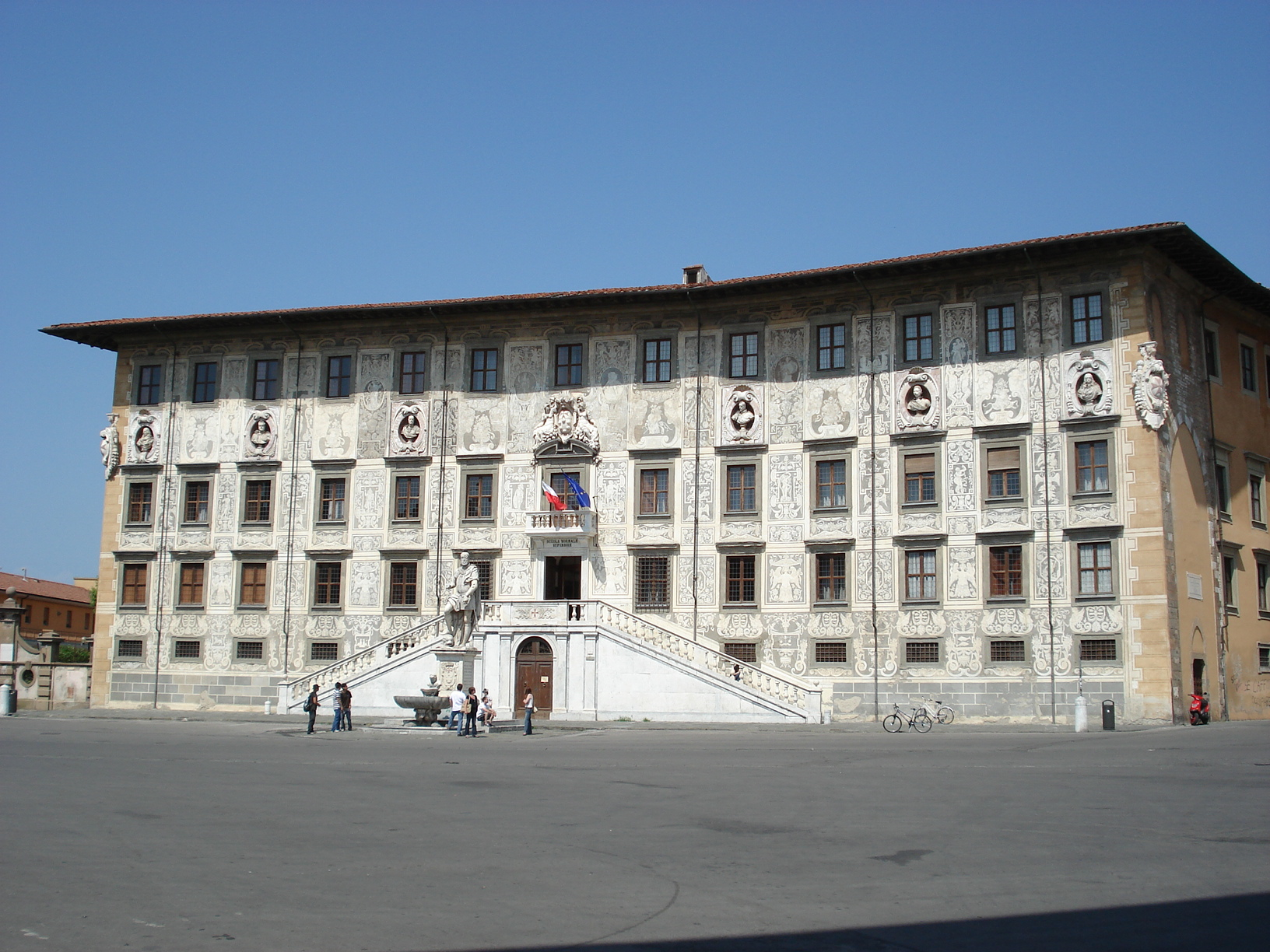
Fachada do Palazzo della Carovana.

O Palazzo della Carovana (ou Palazzo dei Cavalieri) é um palácio situado na Piazza dei Cavalieri, em Pisa, na Itália. Antigo quartel-general da Ordem dos Cavaleiros de Santo Estevão, é a sede da Escola Normal de Pisa desde 1846.

## História e Arquitectura

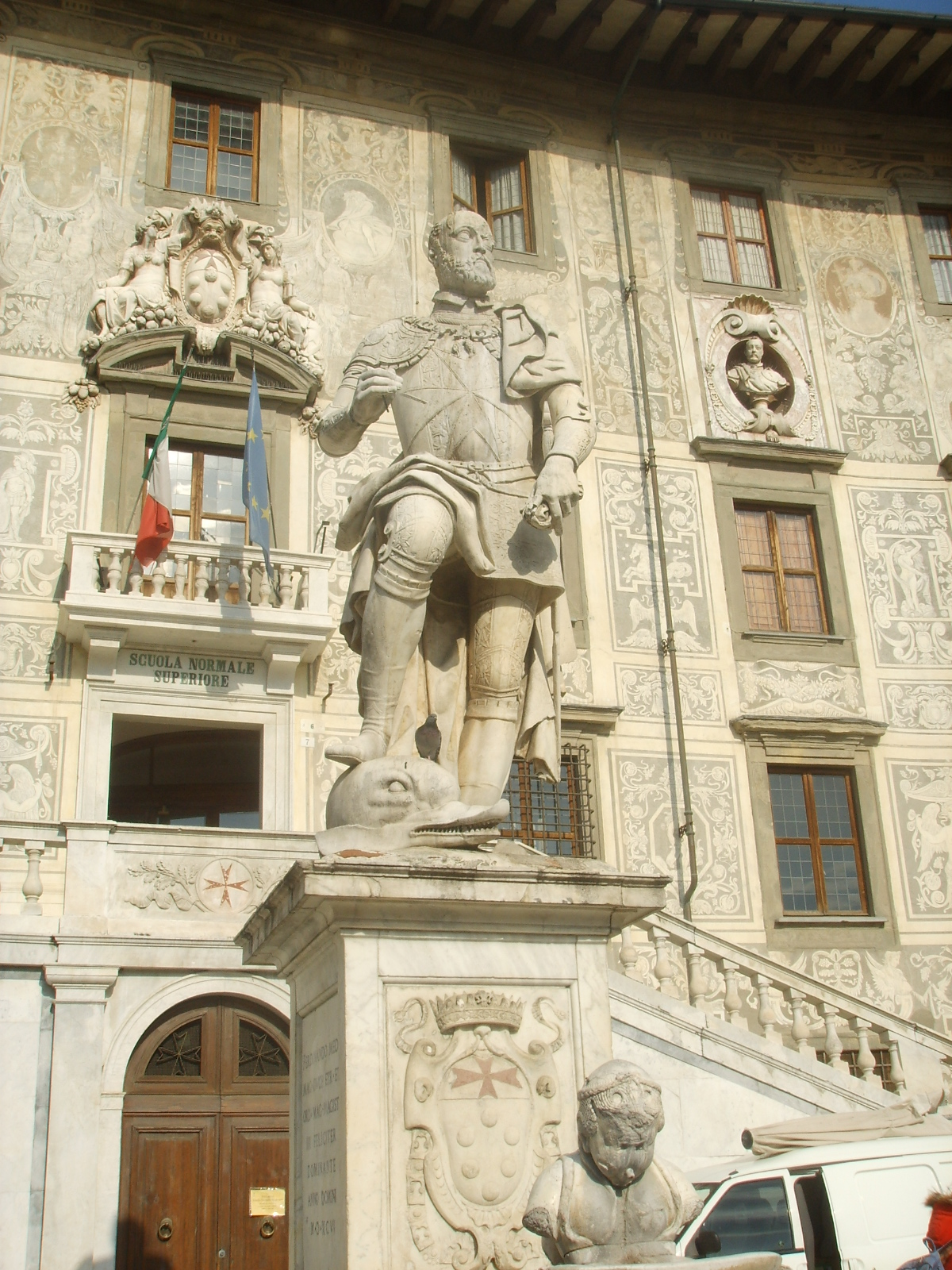
Estátua de Cosme I com o Palazzo della Carovana ao fundo.

O palácio foi construido entre 1562 e 1564 por Giorgio Vasari, através da reestruturação drástica do medieval Palazzo degli Anziani: no entanto, ainda sao visíveis alguns restos do antigo palácio e de algumas casas-torre ao longo dos flancos do edifício.
O nome deriva dos três anos de noviciado dos novos adeptos, durante os quais esses seguiam curso de adestramento chamado precisamente de la Carovana ("a Caravana").
Vasari regularizou a irregular fachada medieval, fundindo arquitectura, escultura e pintura. Os grafitos com figuras alegóricas e signos zodiacais, desenhados pelo próprio Vasari mas executados, de facto, por Tommaso Battista del Verrocchio e Alessandro Forzori (1564-1566), movimentam a fachada juntamente com bustos e brasões em mármore. As actuais pinturas aparentam gozar de um óptimo estado de conservação, mas na realidade isso deve-se às repinturas efectuadas no século XIX e no século XX, sendo as pinturas exteriores extremamente frágeis e estando sujeitas a desbotar-se e destacar-se por meio dos agentes atmosféricos.

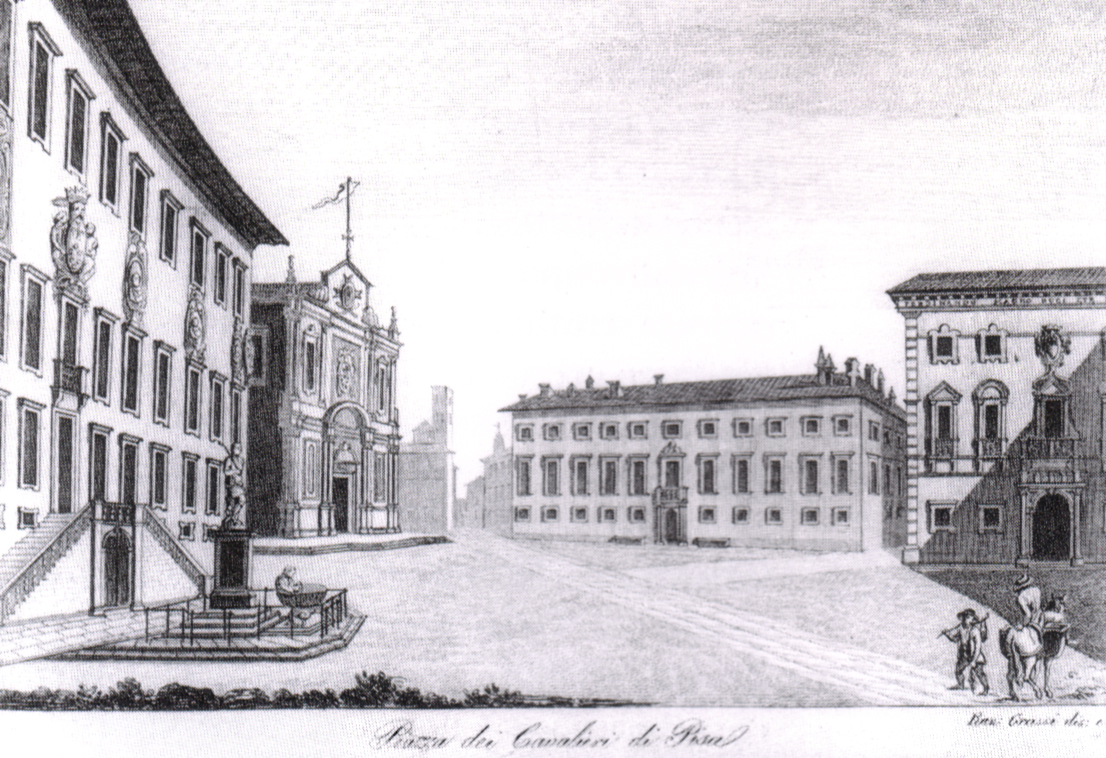
A Piazza dei Cavalieri em 1834, com o Palazzo della Carovana à esquerda.

Entre as esculturas recordam-se os brasões dos Medici e dos Cavalieri, flanqueado pelas alegorias da Religião e da Justiça, por Stoldo Lorenzi (1563); os brasões nas esquinas são de Giovanni Fancelli (1564). Ao alto, existe uma galeria de bustos dos Grão-duques da família Médici, os quais foram acrescentados em três tempos diferentes por outras tantas mãos: Cosme I, Francisco I e Fernando I, por Ridolfo Sirigatti, em 1590-1596; Cosme II, por Pietro Tacca, cerca de 1633; Fernando II e Cosme III, por Giovan Battista Foggini, em 1681 e 1718.
A escadaria marmórea de dupla rampa foi refeita em 1821, por Giuseppe Marchelli, em substituição da original, de dimensões mais pequenas.
A parte posterior do edifício foi acrescentada, segundo um projecto de Giovanni Girometti, entre 1928 e 1930, por ocasião dum relançamento da Escola Normal promovido por Giovanni Gentile.
No interior conserva algumas salas afrescadas ou decoradas por estuques do século XIX, onde se encontram algumas telas de autores quinhentistas, nomeadamente de Carlo Portelli, Francesco del Brina e Giovan Battista Naldini.

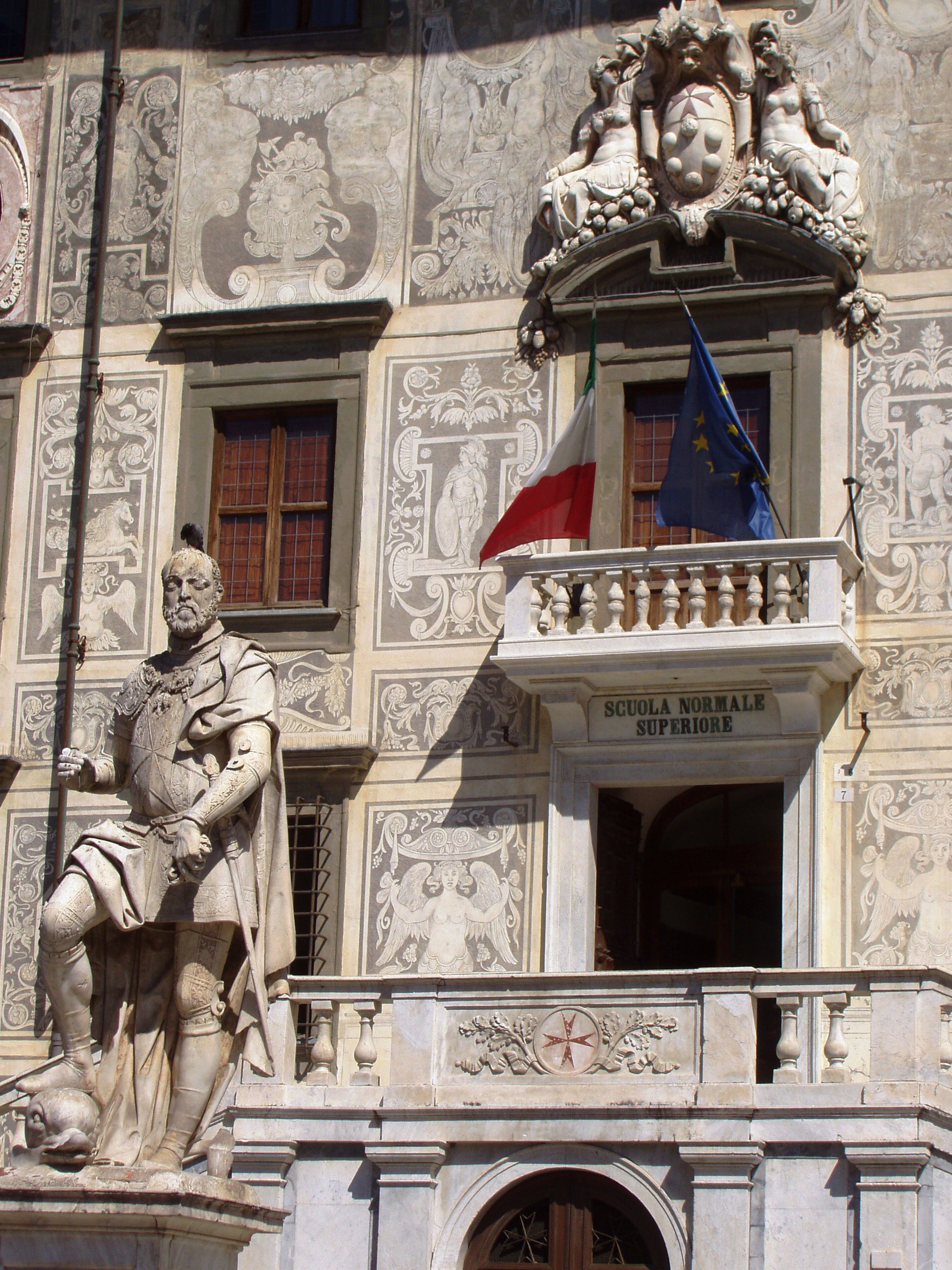
Detalhe da entrada
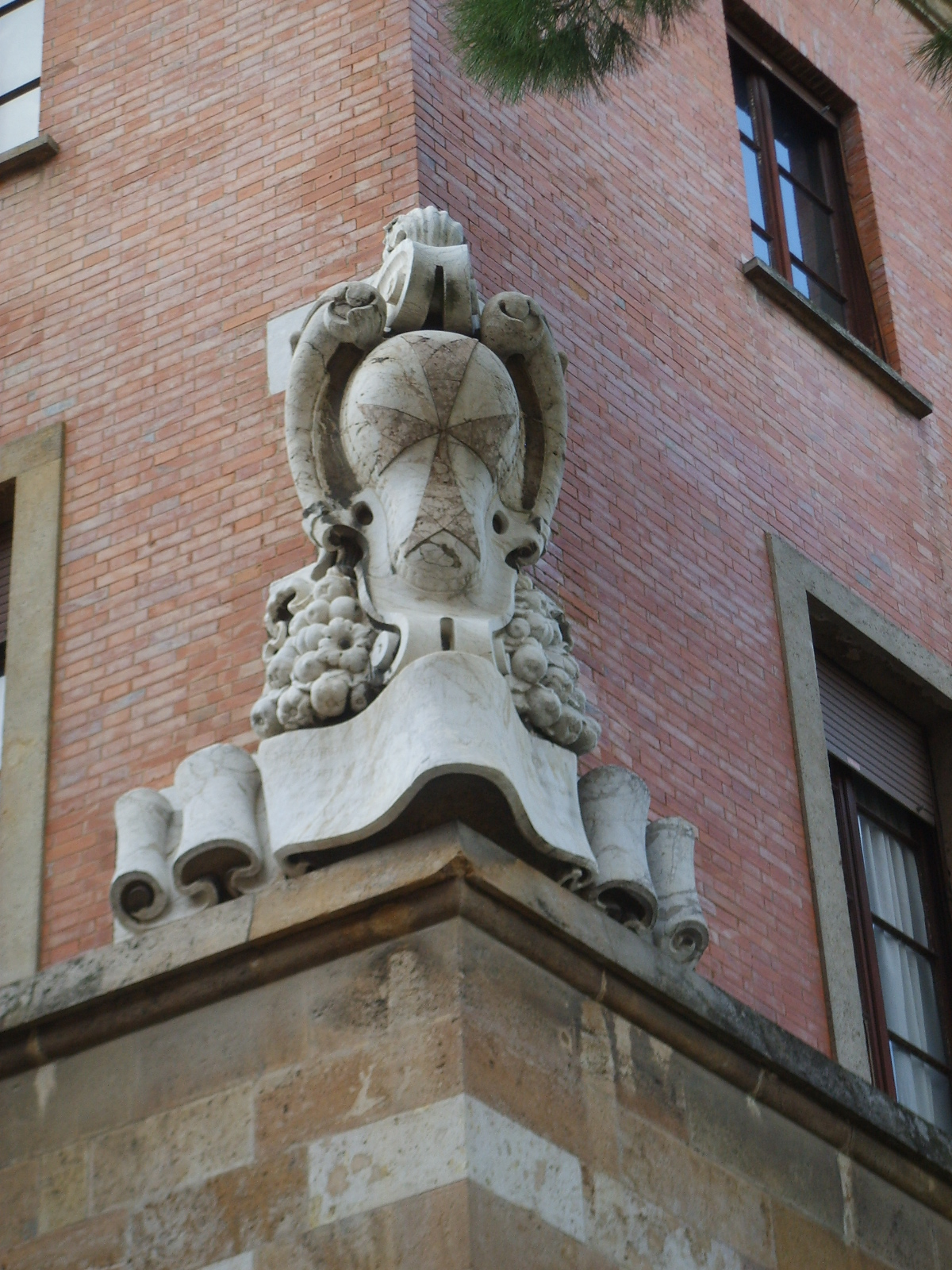
Brasão numa esquina do palácio
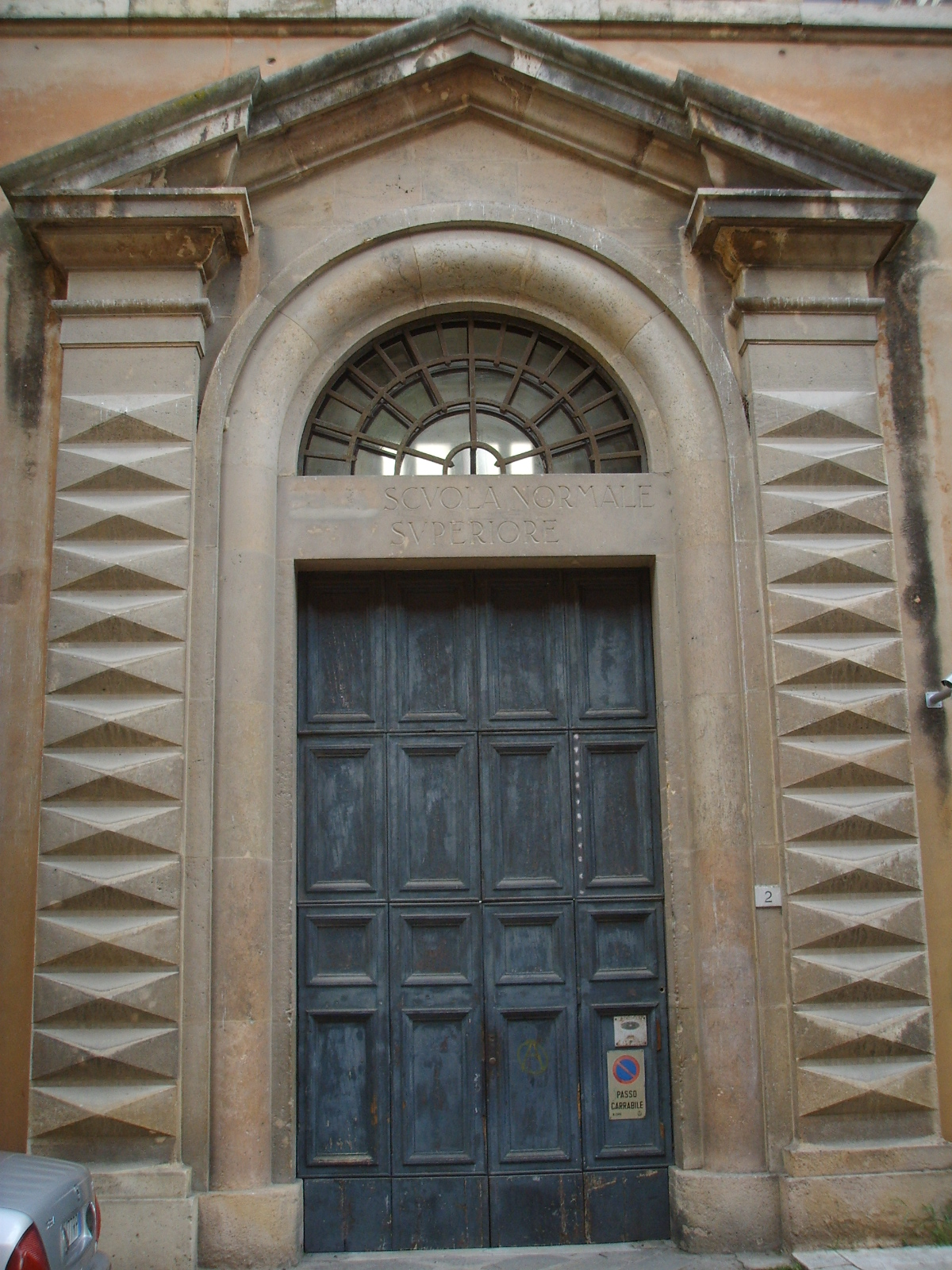
Detalhe de um portal do palácio
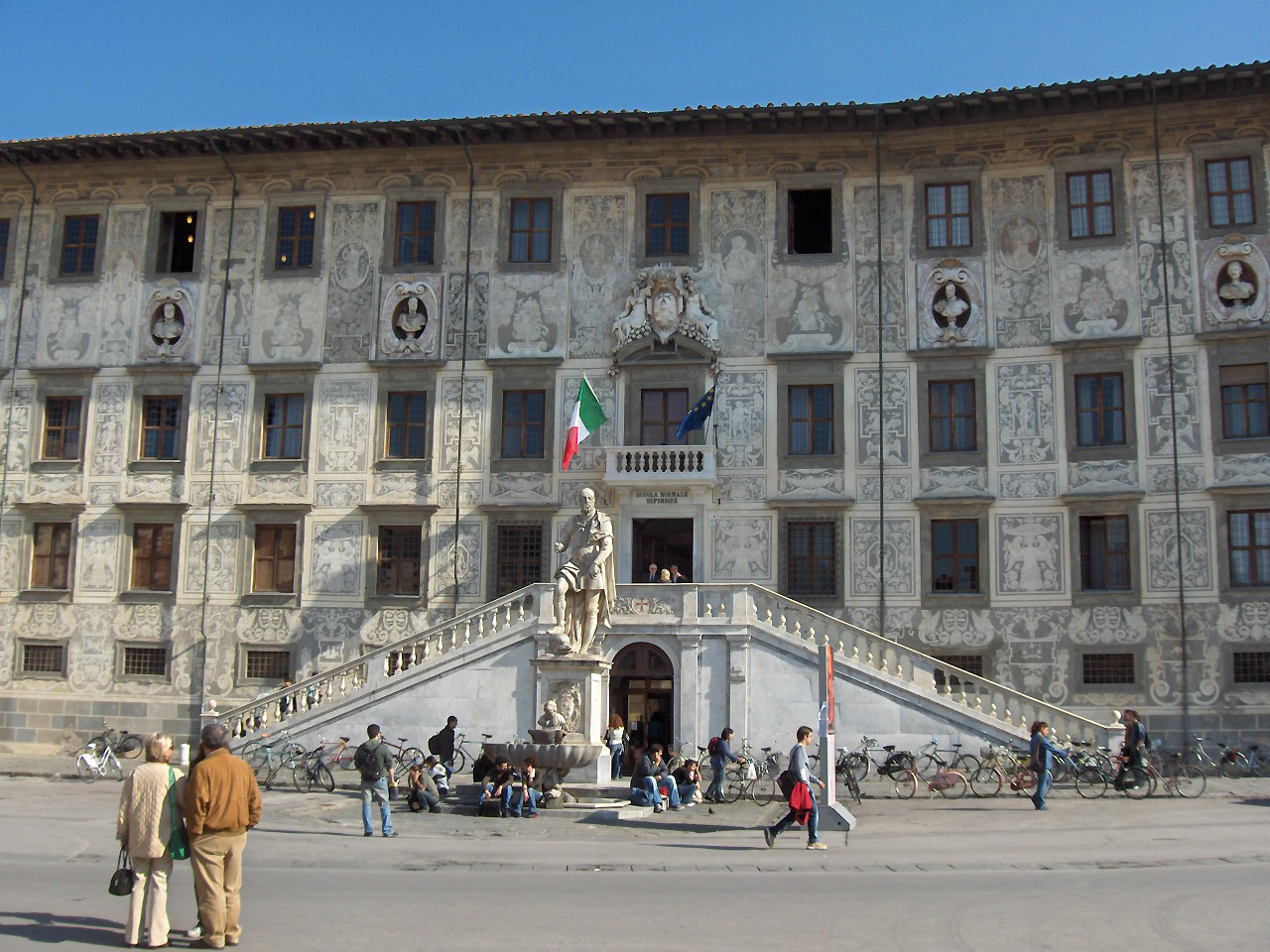
Detalhe da fachada
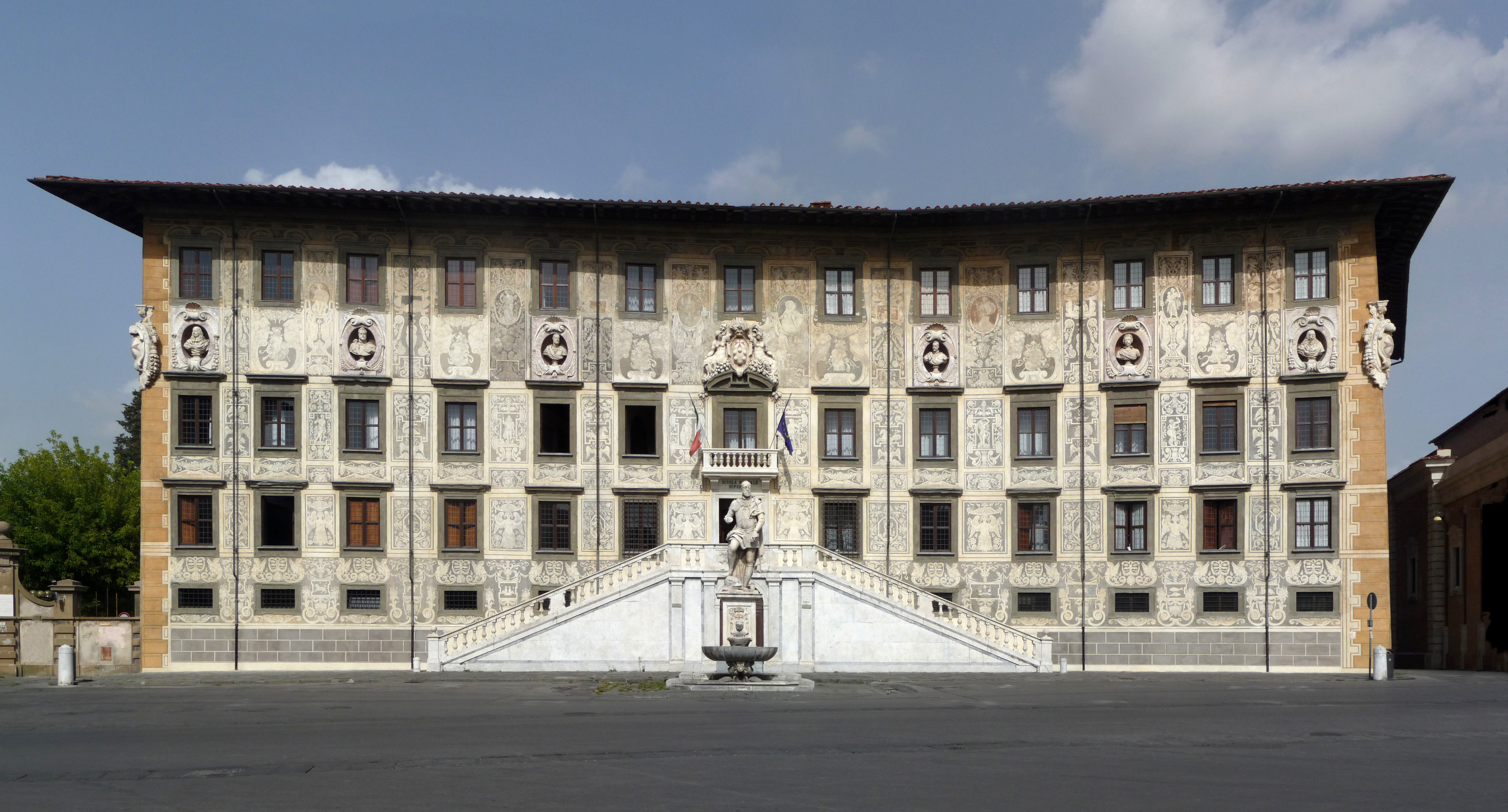
Fachada